# كيتشيرو هيرانو
كيتشيرو هيرانو (باليابانية: 平野啓一郎)‏ (22 يونيو 1975 في غاماغوري، آيتشي - ) روائي، وكاتب من اليابان.

## الجوائز
- جائزة أكوتاغاوا[5]
- Bunkamura Les Deux Magots Literature Award  [لغات أخرى]‏

## اعمال

### روايات
- حكاية قمر (1999)

## روابط خارجية
- كيتشيرو هيرانو على موقع IMDb (الإنجليزية)
- كيتشيرو هيرانو على موقع ألو سيني (الفرنسية)